# Dewi Sandra
Dewi Sandra Killick (n. Río de Janeiro, Brasil; 3 de abril de 1980), es una actriz, cantante y presentadora de televisión indonesia. Denominada como la diosa estrella ella tiene ascendencia británica y betawi. De niña, tenía sobrepeso; esto la llevó a recibir el apodo de "Miss Piggy". Sin embargo, ella perdió peso y comenzó a modelar en su adolescencia, luego grabó el álbum recopilatorio Menari-Nari (Dance) con sus compañeros modelos. Su primer esposo fue un actor, Surya Saputra. Con quien más adelante se divorció y se casó con el cantante Glenn Fredly, el 3 de abril de 2006, y en 2009, nuevamente pidió el divorcio.

## Discografía

### Álbumes
- Kurasakan (1998)
- Tak Ingin Lagi (2000)
- Ku Akui (2004)
- Star (2007)
- Wanita (2009)

### Sencillos
- Biarkan
- Menari-Nari
- Tak Ingin Lagi
- Kuakui
- Melayang
- Rindu Ini (Banda sonora de Jatuh Cinta Lagi)
- Malam Ini (Ladies Night) (con Neo)
- When I Fall In Love (dueto con Glenn Fredly)
- I Love You
- Cinta Lama
- Play (junto a Luna Maya y Sandra Dewi)
- Bercinta (Ost. XL, Antara Aku, Kau dan Mak Erot)
- Kapan Lagi Bilang I Love You
- Amazing (colaboración junto a Barry Likumahuwa)
- Mati Rasa
- Dansa (colaboración junto a Dimas Beck)
- Gila (con Shanty)
- Stop (con Olla Ramlan)
- Yang Penting Asyik
- Aku Pulang (soundtrack Haji Backpacker)

## Filmografía

### Telenovelas
- Lupus (1999)
- Aku Cinta Kamu (2002)
- Disaksikan Bulan (2003)
- Nada Cinta (2011)
- Catatan Hati Seorang Istri (2014)
- Catatan Hati Seorang Istri 2 (2016)

### Cine
- Hangatnya Cinta (1995)
- XL, Antara Aku, Kau dan Mak Erot (2008) como Vicky
- Coboy Junior The Movie (2013) como Juri 2
- 99 Cahaya di Langit Eropa (2013) como Marion
- 99 Cahaya di Langit Eropa Part 2 (2014) como Marion
- 99 Cahaya di Langit Eropa The Final Edition (2014) como Marion
- Haji Backpacker (2014) como Sophia
- Air Mata Surga (2015) como Fisha
- Ayat-ayat Cinta 2 (2017) como Sabina

## Anuncios
- Rexona (Versi Keti Dance)
- Vaseline
- Alexander Slim (2009) Bersama Sandra Dewi

## Presentaciones
- Blak-Blakan (1998)
- Clear Top Ten (1999-2004)
- MTV / Guest VJ (1999)
- Date Express (1999)
- TXTC (1999)
- Host Indonesian Idol V (2008)

## Premios
- Panasonic Award 1999 – 2003 (Best Female artis for Presenter of Clear Top Ten)
- AMI Award 2001 (Best R & B Album)
- Nomination for SCTV Award’2004 Category Best Female Artis Album “Kuakui”
- FHM Sexiest Female Artis 2004 (Number 1 in Indonesia and Number 7 in the world)
- Nomination for Anugerah Planet Muzik Singapore’2005 Category best female artis.
- Cosmopolitan Fun Fearless Female 2007